# Korálový tábor: Spongebob na dně mládí
Korálový tábor: Spongebob na dně mládí (v anglickém originále Kamp Koral SpongeBob's Under Years) je americký animovaný televizní seriál, vytvořený Stephenem Hillenburgem a vyvinutý Lukem Brookshierem, Marcem Ceccarelli, Andrewem Goodmanem, Kazem, panem Lawrencem a Vincentem Wallerem. Seriál měl premiéru 4. března 2021 na Paramount+. Série je prequel a spin-off Spongebob v kalhotách představuje  postavy jako  děti navštěvující letní tábor. Seriál je vytvořen pomocí trojrozměrné CGI grafiky.

## Děj
Děj se odehrává na táboře. SpongeBobovi je v seriálu 10 let, jeho přátelé Patrik, Sépiák a Sandy jsou též děti. 

## Hlavní postavy
- Tom Kenny jako Spongebob SquarePants a Gary
- Bill Fagerbakke jako Patrik Hvězdice
- Rodger Bumpass jako Sépiák Chobotnice
- Clancy Brown jako Pan Evžen Harold Krabs
- Carolyn Lawrence jako Veverka Sandy
- Mr. Lawrence jako Sheldon Plankton
- Mary Jo Catlett jako Paní Rybová
- Jill Talley jako Karen Planktonová
- Lori Alan jako Perla Krabsová
- Carlos Alazraqui jako Nobby
- Kate Higgins jako Narlene

## Dabing
- Jan Maxián jako Spongebob Squarepants
- Jiří Krejčí jako Patrik Hvězdice
- Ivo Novák jako Sépiák Chobotnice
- Jana Páleníčková  jako Veverka Sandy
- Petra Hobzová jako Veverka Sandy, Perla Krabsová, Karen Planktonová a Narlene
- Petr Pospíchal jako Pan Evžen Harold Krabs
- Antonín Navrátil jako Sheldon Plankton
- Ludvík Král jako Larry
- Ladislav Cigánek jako Bubliňák a Nobby

## Vysílání
| Řada | Díly | Premiéra v USA | Premiéra v USA | Premiéra v ČR | Premiéra v ČR |
| Řada | Díly | První díl      | Poslední díl   | První díl     | Poslední díl  |
| ---- | ---- | -------------- | -------------- | ------------- | ------------- |
| 1    | 26   | 4. března 2021 | 30. září 2022  | vysíláno      | bude oznámeno |
| 2    | 13   | bude oznámeno  | bude oznámeno  | bude oznámeno | bude oznámeno |